# Яр Семенів
Яр Семенів — балка (річка) в Україні у Богодухівському районі Харківської області. Ліва притока річки Мерли (басейн Дніпра).

## Опис
Довжина балки приблизно 5,65 км, найкоротша відстань між витоком і гирлом — 5,15 км, коефіцієнт звивистості річки — 1,10. Формується декількома струмками та загатами. На деяких ділянках балка пересихає.

## Розташування
Бере початок на північно-західній стороні від села Гавриші. Тече переважно на північний захід через село Семенів Яр і на південно-західній околиці міста Богодухів впадає в річку Мерлу, ліву притоку річки Ворскли.

## Цікаві факти
- У XX столітті на балці існували лісопитомник, молочно-тваринна ферма (МТФ), газгольдер та декілька газових свердловин[2], а у XIX столітті — багато вітряних млинів[1].